# 修士（経営管理）
修士（経営管理）（しゅうし けいえいかんり）は、修士の学位であり、経営管理に関する専攻分野を修めることによって、日本で授与されるものである。

## 授与大学
- 立教大学大学院、法政大学大学院、立命館アジア太平洋大学大学院、産業能率大学大学院、松蔭大学大学院、金沢工業大学KIT虎ノ門大学院の所定単位取得および修士論文審査に合格し、全ての課程を修了することで「修士（経営管理）」が授与される。